# Angraecum eburneum
Angraecum eburneum Bory, 1804 è una pianta appartenente alla famiglia delle Orchidacee, nativa dell'Africa.

## Distribuzione e habitat
È una pianta epifita o occasionalmente litofita che cresce nell foreste tropicali dell'Africa orientale (Kenya e Tanzania), del Madagascar orientale e di diverse isole dell'oceano Indiano occidentale (Pemba, Zanzibar, isole Mascarene, isole Comore), al di sotto dei 700 m di altitudine.

## Descrizione
Ha un fusto eretto e ramificato, con 10-15 foglie coriacee.

I suoi fiori, che originano dall'ascella delle foglie, sono di colore bianco-avorio, molto profumati, soprattutto durante le ore serali.

## Tassonomia
Ne sono state descritte quattro sottospecie:
- Angraecum eburneum subsp.eburneum, specie tipo, endemica dell'isola di Réunion .
- Angraecum eburneum subsp.giryamae, diffusa in Kenya e Tanzania.
- Angraecum eburneum subsp.superbum, diffusa nelle Seychelles, nelle Comore e sulla costa orientale del Madagascar.
- Angraecum eburneum subsp.xerophilum, presente nel sud-ovest del Madagascar.

La varietà Angraecum eburneum var.longicalcar Bosser è attualmente riconosciuta come specie a sé stante (Angraecum longicalcar (Bosser) Senghas).